# TT151
La tombe thébaine TT 151 est située à Dra Abou el-Naga, dans la nécropole thébaine, sur la rive ouest du Nil, face à Louxor en Égypte.
C'est la sépulture de Heti (Hȝ.t.j), datant des règnes de Thoutmôsis IV à Amenhotep III (XVIIIe dynastie).